# برای تو (آلبوم سلنا گومز)
برای تو یکی از آلبوم‌ها و اولین آلبوم پرفروش خواننده آمریکایی سلنا گومز است که در ۲۴ نوامبر ۲۰۱۴ توسط هالیوود رکوردز منتشر شد. این آلبوم آخرین پروژه همکاری گومز با شرکت هالیوود رکوردز، بعد از بستن قراردادی جدید با شرکت اینتراسکوپ رکوردز بود. این آلبوم شامل چند آهنگ پیشین گومز به همراه دو آهنگ جدید و چند نسخه ریمیکس از آثار گذشته‌اش می‌باشد.
از محبوب‌ترین آهنگ‌های این آلبوم، دل اونی رو که بخواد می‌خوادش است که در ششم نوامبر ۲۰۱۴ منتشر شد و مورد استقبال منتقدین قرار گرفت. گومز این آهنگ را برای اولین بار در مراسم جوایز موسیقی آمریکا ۲۰۱۴ به شکل زنده اجرا کرد.
سلنا گومز همچنین در خصوص این آلبوم در چندین برنامه رادیویی شرکت داشته‌است.

## فروش
آلبوم برای تو با فروش ۱۷٫۱۳۹ نسخه‌ای در هفته اول، توانست در رتبه بیست‌وچهارم بیلبورد ۲۰۰ قرار گیرد. در رتبه‌بندی جدید بیلبورد ۲۰۰ (اینبار با در نظر گرفتن نسخه‌هایی که به شکل اینترنتی شنیده شدند)، برای تو موفق به فروش ۳۵٫۵۰۶ نسخه‌ای شد.